# Katrin Saks
Pour les articles homonymes, voir Saks.
Katrin Saks, née le 29 novembre 1956 à Tallinn, est une femme politique estonienne.
Membre du Parti social-démocrate, elle est ministre de la Population et des Affaires ethniques au sein du gouvernement Laar II de 1999 à 2002, membre du Riigikogu de 2003 à 2006 et en 2014 et députée européenne de 2006 à 2009 et en 2014.